# Madeira Film Commission
A Madeira Film Commission ou MFC (Comissão de Cinema da Madeira) foi criada em 1986 pelo Governo Regional da Madeira para estimular a produção cinematográfica no arquipélago, tentando atrair produtores internacionais para a região.
Sem possuir um estatuto jurídico registado, a MFC funcionou como um departamento da Secretaria Regional de Turismo e Cultura, sendo gerida pelo cineasta e produtor madeirense radicado em Lisboa, António da Cunha Telles.
Entre 1986 e 2008, a MFC não conseguiu atrair muitos filmes para a Madeira, quer por dificuldades logísticas ao nível dos transportes, quer devido à falta de uma política fiscal e de incentivos que seduzissem as principais produtoras europeias de cinema.
Em 2008, e com a mudança de organograma do Governo Regional da Madeira, a MFC passou para a égide da Secretaria Regional de Educação e Cultura. Nesse ano, articulou-se igualmente uma mudança na sua gestão e através de um protocolo entre esta Secretaria governamental com a empresa Die4Films e a APCA - Agência de Promoção da Cultura Atlântica, a Madeira Film Commission ficou com novos órgãos diretivos, nomeadamente João Maurício Marques (pela APCA) e Filipe Ferraz (pela Die4Films).
Em 2009, a MFC esteve presente no Festival de Cannes promovendo a Madeira como um novo destino exótico para a produção audiovisual, bem como se encontra a realizar um estudo sobre a competitividade da Madeira no panorama europeu da produção cinematográfica.
Em 2013 a marca Madeira Film Commission foi reativada pelo Governo Regional da Madeira, que constituiu uma comissão interna e regulamentou a ação da MFC. No processo também se empenhou a AFTM - Associação do Filme, Televisão e Multimédia da Madeira, formada em 2012 por vários agentes ligados ao audiovisual na Madeira. Foi mesmo com a AFTM que o Governo Regional da Madeira, através da então Secretaria Regional da Cultura, Turismo e Transportes, estabeleceu um protocolo em 2013 para operar a Madeira Film Commission. A AFTM estabeleceu um plano estratégico que tem vindo a ser cumprido pese embora as dificuldades decorrentes do período de transição entre quadros comunitários de apoios e do processo que levou a eleições e à formação de um novo governo na Região, governo liderado por Miguel Albuquerque, primeiro presidente após o longo período de governação de Alberto João Jardim. Nesta nova fase de vida da MFC e até mar de 2015 estima-se que a ação da Madeira Film Commission permitiu um investimento superior a um milhão de euros na Região Autónoma da Madeira. 